# Бейли, Ноэл
Ноэл Бейли (англ. Noel Bailie; 23 февраля 1971, Белфаст, Северная Ирландия) — североирландский полупрофессиональный футболист, центральный защитник. Всю карьеру провёл в клубе «Линфилд».

## Биография
Начал играть за «Линфилд» в 1986 году, придя из Hillsborough Boys' Club. Тысячную игру за клуб провёл 24 апреля 2010 года в матче против «Крусейдерс». Последний, 1013-й матч в составе «Линфилда» сыграл 30 апреля 2011 года. Футболка под номером 11 была изъята клубом из обращения. В 2013 году Бейли был награждён Орденом Британской империи.

## Достижения

### Командные
«Линфилд»
- Чемпион Северной Ирландии (10): 1992/93, 1993/94, 1999/00, 2000/01, 2003/04, 2005/06, 2006/07, 2007/08, 2009/10, 2010/11
- Обладатель Кубка Северной Ирландии (8): 1993/94, 1994/95, 2001/02, 2005/06, 2006/07, 2007/08, 2009/10, 2010/11
- Обладатель Суперкубка Северной Ирландии (3): 1993, 1994, 2000
- Обладатель Кубка североирландской лиги (8): 1991/92, 1993/94, 1997/98, 1998/99, 1999/00, 2001/02, 2005/06, 2007/08

### Личные
- Футболист года в Северной Ирландии: 1994